# Charles Goldsborough
Charles Goldsborough, född 15 juli 1765 i Dorchester County, Maryland, död 13 december 1834 nära Cambridge, Maryland, var en amerikansk federalistisk politiker. Han var ledamot av USA:s representanthus 1805–1817 och Marylands guvernör från januari till december 1819.
Goldsborough utexaminerades 1784 från University of Pennsylvania och studerade sedan juridik. År 1790 inledde han sin karriär som advokat och tjänstgjorde därefter som ledamot av Marylands senat 1791–1795 och 1799–1801. Han var kongressledamot för federalisterna i sex mandatperioder mellan 1805 och 1817.
Goldsborough efterträdde 1819 Charles Carnan Ridgely som guvernör och efterträddes senare samma år av Samuel Sprigg.
Anglikanen Goldsborough gravsattes på Christ Episcopal Church Cemetery i Cambridge.